# Proprioseiopsis peruvianus
Proprioseiopsis peruvianus är en spindeldjursart som först beskrevs av Moraes och Mesa 1991.  Proprioseiopsis peruvianus ingår i släktet Proprioseiopsis och familjen Phytoseiidae. Inga underarter finns listade i Catalogue of Life.